# Млада-Болеслав (округ)
Млада Болеслав (чеськ. Okres Mladá Boleslav) — один з 12 округів Середньочеського краю Чеської Республіки. Адміністративний центр — місто Млада Болеслав. Площа округу — 1 022,83 км², населення становить 126 286 осіб. В окрузі налічується 120 населених пунктів, у тому числі 8 міст і 5 містечок.